# Meesterklasse schaken 2012/13
Het Meesterklasse-seizoen 2012/13 was het 17e seizoen van de Meesterklasse, de hoogste Nederlandse schaakcompetitie voor clubteams. Er werd door tien teams gestreden om het clubkampioenschap van Nederland. De competitie werd gespeeld in een halve competitie. Elke vereniging speelde één keer tegen een andere vereniging.

## Eindstand[1]
| #   | Team                 | Rav  | Mp | Bp  | 1  | 2  | 3  | 4  | 5  | 6  | 7  | 8  | 9  | 10 |
| --- | -------------------- | ---- | -- | --- | -- | -- | -- | -- | -- | -- | -- | -- | -- | -- |
| 1.  | En Passant           | 2455 | 16 | 57½ | -- | 5½ | 7½ | 4½ | 9½ | 6  | 5½ | 6  | 5½ | 7½ |
| 2.  | Accres Apeldoorn     | 2407 | 14 | 56  | 4½ | -- | 6½ | 6½ | 6½ | 4  | 7½ | 7½ | 6½ | 6½ |
| 3.  | Voerendaal           | 2408 | 12 | 51½ | 2½ | 3½ | -- | 6½ | 4½ | 6½ | 7  | 7  | 6½ | 7½ |
| 4.  | SO Rotterdam         | 2404 | 11 | 47  | 5½ | 3½ | 3½ | -- | 6  | 5  | 7½ | 6  | 4½ | 5½ |
| 5.  | HMC Calder           | 2380 | 11 | 44  | ½  | 3½ | 5½ | 4  | -- | 7  | 7  | 5  | 5½ | 6  |
| 6.  | Utrecht (-2)         | 2370 | 9  | 45  | 4  | 6  | 3½ | 5  | 3  | -- | 5½ | 6  | 5½ | 6½ |
| 7.  | Groninger Combinatie | 2339 | 6  | 39  | 4½ | 2½ | 3  | 2½ | 3  | 4½ | -- | 5½ | 6  | 7½ |
| 8.  | BSG                  | 2325 | 5  | 38  | 4  | 2½ | 3  | 4  | 5  | 4  | 4½ | -- | 5½ | 5½ |
| 9.  | Kennemer Combinatie  | 2342 | 4  | 40  | 4½ | 3½ | 3½ | 5½ | 4½ | 4½ | 4  | 4½ | -- | 5½ |
| 10. | De Stukkenjagers     | 2272 | 0  | 32  | 2½ | 3½ | 2½ | 4½ | 4  | 3½ | 2½ | 4½ | 4½ | -- |

## Beste individuele scores[1]
| #   | Naam                  | Team                 | # | W  | Ro   | RaTg | TPR  | W-We   |
| --- | --------------------- | -------------------- | - | -- | ---- | ---- | ---- | ------ |
| 1.  | Roeland Pruijssers    | Accres Apeldoorn     | 9 | 8½ | 2540 | 2432 | 2887 | +2.748 |
| 2.  | Bruno Carlier         | SO Rotterdam         | 8 | 7½ | 2420 | 2219 | 2657 | +1.593 |
| 3.  | Martijn Dambacher     | Utrecht              | 9 | 7  | 2494 | 2388 | 2607 | +1.327 |
| 4.  | Oscar Lemmers         | Voerendaal           | 9 | 7  | 2394 | 2334 | 2553 | +1.890 |
| 5.  | Alexander Kabatianski | Accres Apeldoorn     | 9 | 7  | 2420 | 2323 | 2542 | +1.407 |
| 6.  | Rini Kuijf            | SO Rotterdam         | 9 | 7  | 2409 | 2310 | 2528 | +1.320 |
| 7.  | Vjatsjeslav Ikonnikov | En Passant           | 7 | 6½ | 2545 | 2321 | 2740 | +1.078 |
| 8.  | Jan Smeets            | En Passant           | 8 | 6½ | 2639 | 2399 | 2653 | -0.026 |
| 9.  | Thomas Willemze       | Utrecht              | 8 | 6½ | 2404 | 2318 | 2571 | +1.711 |
| 10. | Sjef Rijnaarts        | Accres Apeldoorn     | 9 | 6½ | 2352 | 2353 | 2521 | +2.011 |
| 11. | Friso Nijboer         | En Passant           | 9 | 6½ | 2541 | 2338 | 2507 | -0.269 |
| 12. | Erwin l' Ami          | En Passant           | 8 | 6  | 2634 | 2474 | 2667 | +0.376 |
| 13. | Sipke Ernst           | Groninger Combinatie | 9 | 6  | 2561 | 2482 | 2605 | +0.576 |
| 14. | Jasper Broekmeulen    | HMC Calder           | 8 | 6  | 2416 | 2388 | 2581 | +1.724 |
| 15. | Maarten Solleveld     | Accres Apeldoorn     | 9 | 6  | 2522 | 2456 | 2579 | +0.753 |
| 16. | Henk Vedder           | En Passant           | 9 | 6  | 2365 | 2338 | 2461 | +1.182 |

1996/97 · 1997/98 · 1998/99 · 1999/00 · 2000/01 · 2001/02 · 2002/03 · 2003/04 · 2004/05 · 2005/06 · 2006/07 · 2007/08 · 2008/09 · 2009/10 · 2010/11 · 2011/12 · 2012/13 · 2013/14 · 2014/15 · 2015/16 · 2016/17 · 2017/18· 2018/19 · 2019/20 · 2020/21 · 2021/22 · 2022/23 · 2023/24